# День працівників морського та річкового флоту

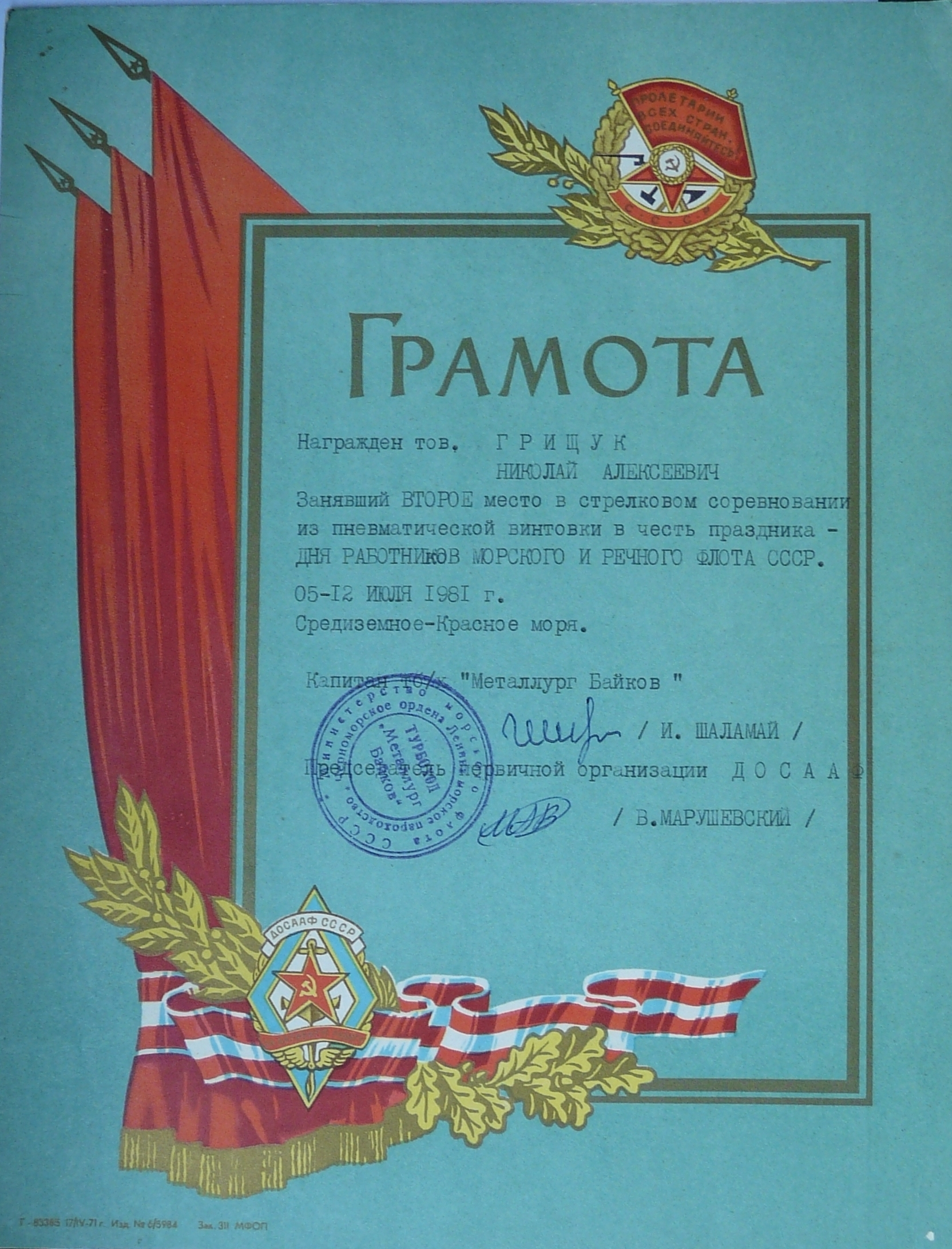
Грамота за друге місце у змагання по стрільбі з пневматичної рушниці на SS Metallurg Baykov Чорноморського морського пароплавства проведеного з 5 по 12 липня 1981 року на честь Дня Працівників Морського і Річкового Флоту під час рейсу судна в Середземному і Червоному морях і згідно з ДОСААФ програмою. Це було перше святкування цього Дня в СРСР.

День працівників морського та річкового флоту — професійне свято працівників морського та річкового флоту України. Відзначається щорічно у першу неділю липня.
В СРСР, а зараз у Росії, День працівників морського та річкового флоту засновано Указом Президії Верховної Ради СРСР від 1 жовтня 1980 року № 3018-Х «Про святкові й пам'ятні дні» у редакції Указу Президії Верховної Ради СРСР від 1 листопада 1988 року № 9724-XI «Про внесення змін у законодавство СРСР про святкові й пам'ятні дні» та відзначається також щорічно у першу неділю липня.
В Україні, згідно з Указом Президента України Петра Порошенка №332/2015 від 12 червня 2015 року, воно відзначається в першу неділю липня.

## Історія свята
Свято було встановлено в Україні «…на підтримку ініціативи працівників морського та річкового флоту України…» згідно з Указом Президента України «Про день працівників морського та річкового флоту» від 29 червня 1993 р. № 236/93 та скасоване з встановленням Дня флоту України згідно з Указом Президента України «Про День флоту України» від 18 листопада 2008 р. № 1053/2008.
У грудні 2011 року Президент України Віктор Янукович своїм указом переніс дату [Архівовано 20 червня 2018 у Wayback Machine.] святкування Дня флоту України на останню неділю липня, що збігається із днем Військово-морського флоту Російської Федерації.
12 червня 2015 року Президент України Петро Порошенко своїм указом відновив святкування [Архівовано 20 червня 2018 у Wayback Machine.] Дня працівників морського та річкового флоту України і постановив відзначати його щороку у першу неділю липня.